# 아가티파가속
아가티파가속(Agathiphaga)은 아가티파가과(Agathiphagidae)에 속하는 나방 속의 하나로 "카우리나방"(kauri moths)으로도 알려져 있다. 날도래를 닮은 이 원시적인 나방 계통군은 1952년 라이오넬 잭 덤블톤(Lionel Jack Dumbleton)이 잔날개나방과의 새로운 속으로 처음 보고했다.
애벌레는 "카우리"(아라우카리아과, 아가티스속)만을 먹으며, 현재 잔날개나방상과 다음으로 현존하는 나방 계통군 중에서 두 번째로 가장 원시적인 것으로 간주하고 있다. 이 유충은 12년 동안 휴면기를 보내고도 살아남는 것으로 보고된 바 있다.
덤블톤은 2종을 기술했다. Agathiphaga queenslandensis는 오스트레일리아 퀸즐랜드주의 북동부 해안을 따라 발견되며, 이 유충은 Agathis robusta를 먹는다. Agathiphaga vitiensis는 피지에서 바누아투까지 그리고 솔로몬 제도에서 발견되며, 이 유충은 Agathis vitiensis를 먹는다.